# 白井貞義
白井 貞義（しらい さだよし、1981年1月4日 - ）は山形県米沢市出身の元プロサッカー選手、サッカー指導者。JFA 公認S級コーチ。現役時代のポジションはサイドバック。

## 来歴
イトゥアーノFC、リオ・クラロFCを経て、モンテディオ山形のユースチームでプレーする。2000年にトップチームに昇格。モンテディオ山形ユースから初の昇格選手。現在はサッカー指導者。2018年にJFA公認S級ライセンス取得。

## 所属クラブ
- 1996年 - 1998年  イトゥアーノFC
- 1998年  リオ・クラロFC
- 1999年  モンテディオ山形ユース
- 2000年  モンテディオ山形

## 個人成績
| 国内大会個人成績 | 国内大会個人成績 | 国内大会個人成績 | 国内大会個人成績 | 国内大会個人成績 | 国内大会個人成績 | 国内大会個人成績 | 国内大会個人成績 | 国内大会個人成績 | 国内大会個人成績 | 国内大会個人成績 | 国内大会個人成績 |
| 年度             | クラブ           | 背番号           | リーグ           | リーグ戦         | リーグ戦         | リーグ杯         | リーグ杯         | オープン杯       | オープン杯       | 期間通算         | 期間通算         |
| 年度             | クラブ           | 背番号           | リーグ           | 出場             | 得点             | 出場             | 得点             | 出場             | 得点             | 出場             | 得点             |
| 日本             | 日本             | 日本             | 日本             | リーグ戦         | リーグ戦         | リーグ杯         | リーグ杯         | 天皇杯           | 天皇杯           | 期間通算         | 期間通算         |
| ---------------- | ---------------- | ---------------- | ---------------- | ---------------- | ---------------- | ---------------- | ---------------- | ---------------- | ---------------- | ---------------- | ---------------- |
| 2000             | 山形             | 27               | J2               | 0                | 0                | 0                | 0                |                  |                  |                  |                  |
| 通算             | 日本             | 日本             | J2               | 0                | 0                | 0                | 0                |                  |                  |                  |                  |
| 総通算           | 総通算           | 総通算           | 総通算           | 0                | 0                | 0                | 0                |                  |                  |                  |                  |

## 指導歴
- 2001年 - 2009年 アスキーFC コーチ
- 2001年 - 2009年 山形県トレセン コーチ
- 2009年 - 2011年 ザスパ草津U-15吾妻 コーチ
- 2009年 - 2011年 群馬県吾妻トレセン コーチ
- 2011年 - 2012年 ザスパ草津U-15 コーチ
- 2011年 - 2020年 群馬県クラブトレセン コーチ
- 2012年  -2013年 ザスパ草津U-15 監督
- 2013年 - 2020年 ザスパクサツ群馬レディース 監督
- 2013年 - 2020年 群馬県女子U-15トレセン コーチ
- 2020年 - 2022年 JFAコーチ(女子担当)関東/中国地域
- 2023年 - U-16/U-17日本女子代表 監督